# دلتاگون

دایره بیرونی ثابت
دایره غلتان (۱/۳ شعاع دایره بیرونی)
منحنی دلتاگون تشکیل شده با ردیابی یک نقطه محیطی روی دایره غلتان

در هندسه، دِلتاگون (انگلیسی: Deltoid curve)، که به عنوان «منحنی سه‌تیزه» یا «منحنی اشتاینر» نیز شناخته می‌شود، یک درون‌چرخ‌زاد با سه نقطه بازگشت (تیزه) است. به عبارت دیگر، این منحنی یک منحنی غلتان است که توسط نقطه‌ای روی محیط یک دایره ایجاد می‌شود در حالی که بدون لغزش در امتداد داخل یک دایره با سه یا یک و نیم برابر شعاع خود می‌غلتد. این منحنی به دلیل شباهت آن به حرف بزرگ یونانی دلتا (Δ) نامگذاری شده است.
به‌طور کلی، یک «دلتاگون» می‌تواند به هر شکل بسته‌ای با سه رأس اشاره داشته باشد که توسط منحنی‌هایی متصل شده‌اند که به سمت بیرون مقعر هستند و نقاط داخلی را به یک مجموعه غیرمحدب تبدیل می‌کنند.

## معادلات
یک زیرچرخ‌زاد را می‌توان (تا دوران و انتقال) با معادله پارامتری‌های زیر نمایش داد:
{\displaystyle x=(b-a)\cos(t)+a\cos \left({\frac {b-a}{a}}t\right)\,}
{\displaystyle y=(b-a)\sin(t)-a\sin \left({\frac {b-a}{a}}t\right)\,,}
که در آن a شعاع دایره غلتان، b شعاع دایره‌ای است که دایره مذکور در داخل آن می‌غلتد و t از صفر تا ۶π متغیر است. (در تصویر بالا، b = 3a دلتاگون را رسم می‌کند)
در مختصات مختلط این به صورت زیر در می‌آید:
{\displaystyle z=2ae^{it}+ae^{-2it}}.
متغیر t را می‌توان از این معادلات حذف کرد تا معادله دکارتی به دست آید:
{\displaystyle (x^{2}+y^{2})^{2}+18a^{2}(x^{2}+y^{2})-27a^{4}=8a(x^{3}-3xy^{2}),\,}
بنابراین دلتاگون یک منحنی جبری درجه چهار مسطح است. در دستگاه مختصات قطبی این به صورت زیر در می‌آید:
{\displaystyle r^{4}+18a^{2}r^{2}-27a^{4}=8ar^{3}\cos 3\theta \,.}
این منحنی دارای سه تکینگی، نقاط بازگشتی متناظر با {\displaystyle t=0,\,\pm {\tfrac {2\pi }{3}}} است. پارامتری‌سازی بالا نشان می‌دهد که منحنی گویا است که به این معنی است که گونای آن صفر است.
یک پاره خط می‌تواند با هر انتهای خود روی دلتاگون بلغزد و همچنان مماس بر دلتاگون باقی بماند. نقطه مماس در حالی که هر انتها یک بار به دور آن می‌چرخد، دو بار به دور دلتاگون می‌چرخد.
منحنی دوگان دلتاگون به صورت زیر است:
{\displaystyle x^{3}-x^{2}-(3x+1)y^{2}=0,\,}
که یک نقطه دوتایی در مبدأ دارد که می‌توان آن را برای رسم با یک چرخش موهومی y ↦ iy قابل مشاهده کرد و منحنی زیر را به دست آورد:
{\displaystyle x^{3}-x^{2}+(3x+1)y^{2}=0\,}
با یک نقطه دوتایی در مبدأ صفحه حقیقی.

## مساحت و محیط
مساحت دلتاگون برابر است با {\displaystyle 2\pi a^{2}} که در آن «a» شعاع دایره غلتان است؛ بنابراین مساحت دلتاگون دو برابر مساحت دایره غلتان است.
محیط (طول کل قوس) دلتاگون برابر است با 16a.

## تاریخچه
چرخ‌زاد‌های معمولی توسط گالیلئو گالیله و مارین مرسن در اوایل سال ۱۵۹۹ مورد مطالعه قرار گرفتند، اما منحنی‌های چرخ‌زادی برای اولین بار توسط اوله رومر در سال ۱۶۷۴ هنگام مطالعه بهترین شکل برای دندانه‌های چرخ‌دنده، تصور شد. لئونارد اویلر ادعا می‌کند که اولین بررسی دلتاگون واقعی در سال ۱۷۴۵ در ارتباط با یک مسئله نوری بوده است.

## کاربردها
دلتاگون‌ها در چندین زمینه از ریاضیات به وجود می‌آیند. برای مثال:
- مجموعه مقادیر ویژه مختلط ماتریس‌های تصادفی یکنواخت (unistochastic) مرتبه سه یک دلتاگون را تشکیل می‌دهند.
- یک مقطع از مجموعه ماتریس‌های تصادفی یکنواخت (unistochastic) مرتبه سه، یک دلتاگون را تشکیل می‌دهد.
- مجموعه مقادیر ممکن اثر ماتریس‌های واحد متعلق به گروه (ریاضیات) SU(3) یک دلتاگون را تشکیل می‌دهند.
- اشتراک دو دلتاگون، خانواده‌ای از ماتریس‌های هادامارد مختلط مرتبه شش را پارامتری می‌کند.
- مجموعه همه خطوط سیمسون یک مثلث معین، یک پوش (envelope) را به شکل یک دلتاگون تشکیل می‌دهند. این به عنوان دلتاگون اشتاینر یا هیپوچرخ‌زاد اشتاینر شناخته می‌شود، پس از یاکوب اشتاینر که شکل و تقارن منحنی را در سال ۱۸۵۶ توصیف کرد.[۳]
- پوش نیمسازهای مساحت یک مثلث یک دلتاگون است (به معنای وسیع‌تر که در بالا تعریف شد) با رئوس در نقاط میانی میانه‌های مثلث. اضلاع دلتاگون کمان‌هایی از هذلولی‌ها هستند که مجانب با اضلاع مثلث می‌باشند.[۴]
- یک دلتاگون به عنوان راه حلی برای مسئله سوزن کاکایا پیشنهاد شد.